# オーディン (スウェーデン海防戦艦)

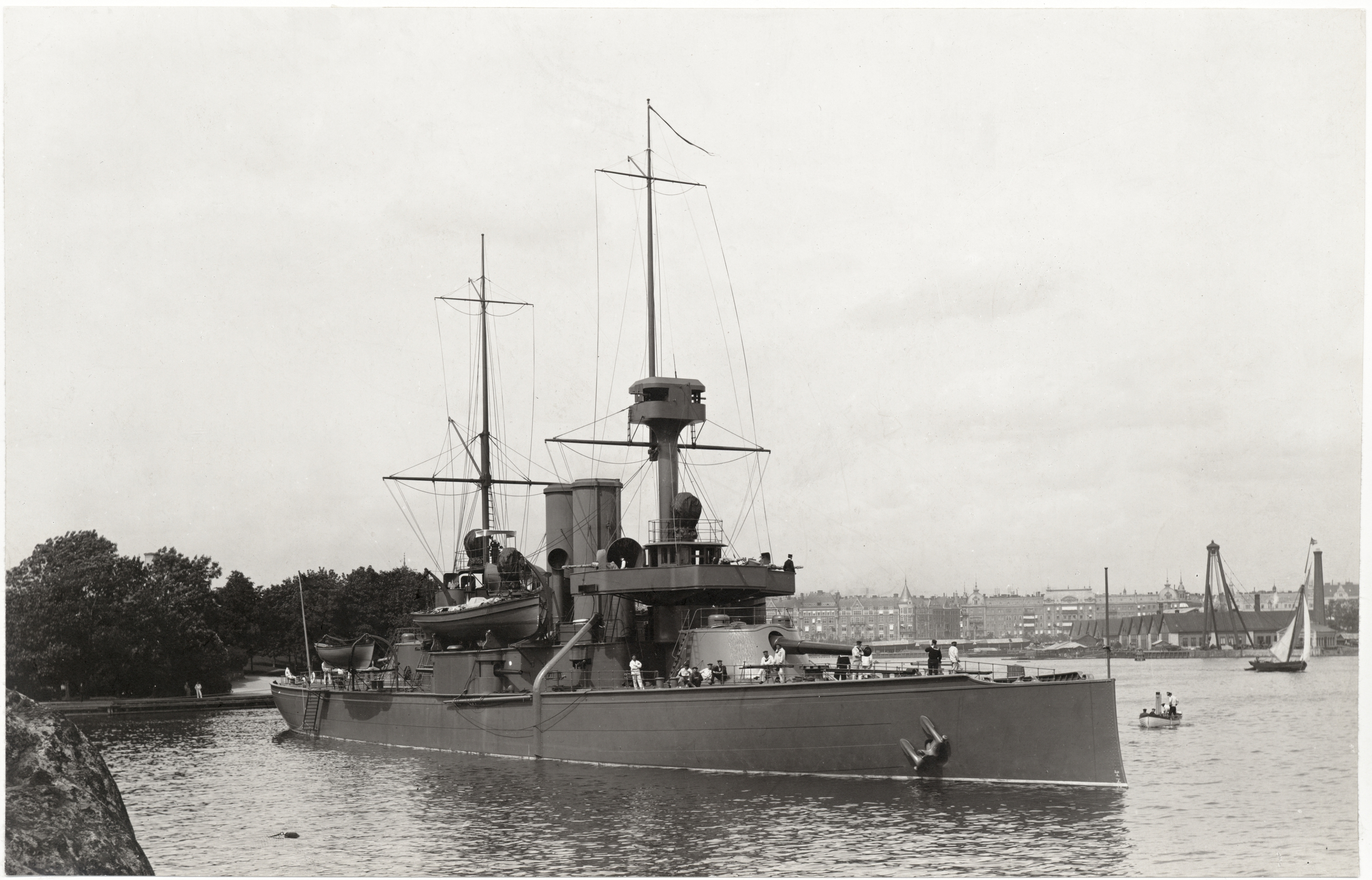
「オーディン」（1897年）

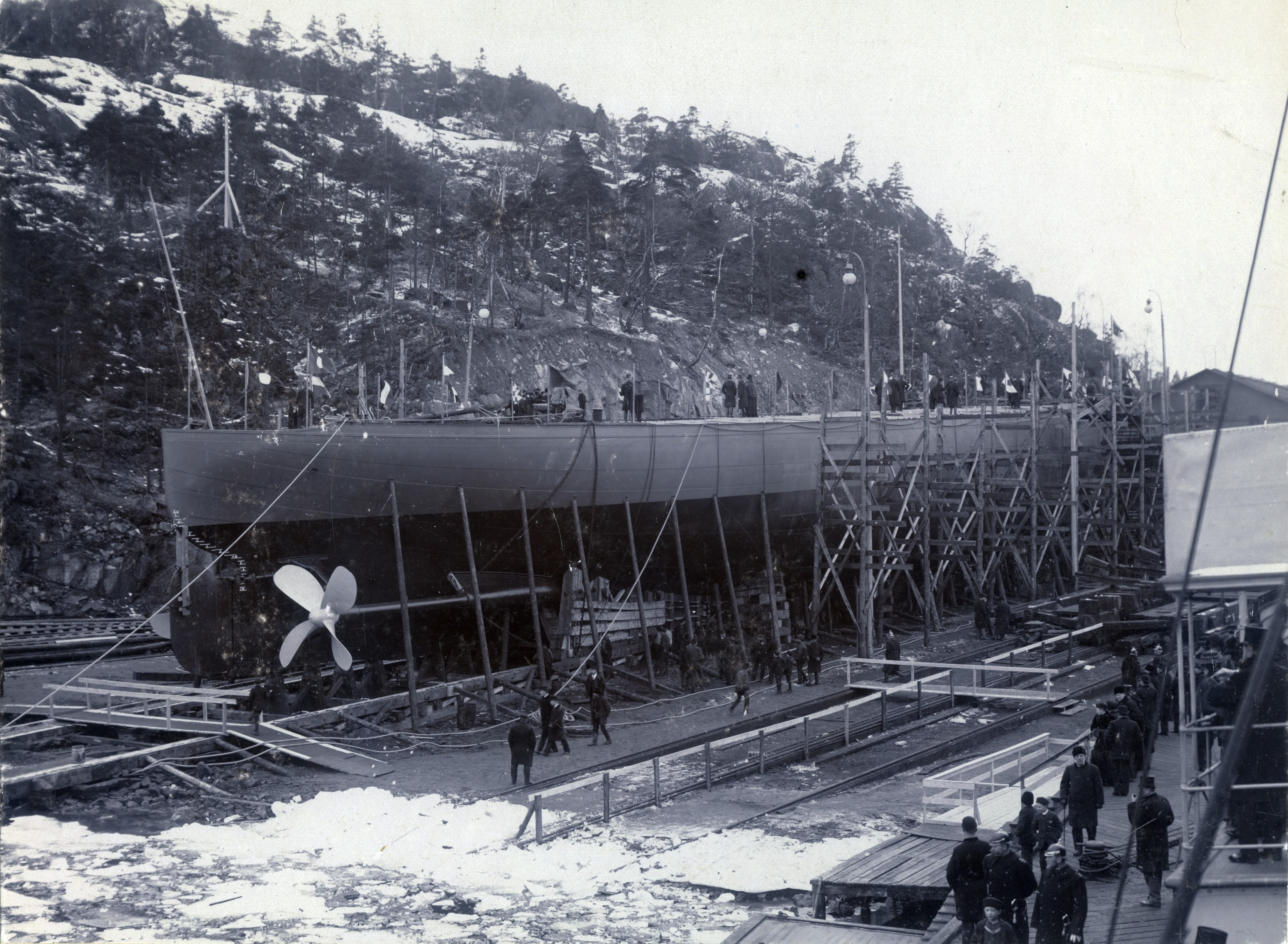
進水前の「オーディン」

オーディン (Oden) はスウェーデン海軍の海防戦艦。オーディン級。艦名となっているオーディンは北欧神話の神である。
ストックホルムのベリスンス造船所で建造。1894年起工。1896年3月9日進水。1897年6月8日竣工。
基準排水量3500トン、満載排水量3715トン、全長86.3m、水線長84.78m、最大幅14,77m、計画吃水5.6m。
主砲はカネー42口径25.4cmM/94A型後装施条砲2門を艦前後の単装砲塔に1門ずつ搭載した。射程は最大仰角9.5度で8300m、発射速度は2分に1発であった。副砲はボフォース45口径12cmM/94型速射砲4門で、ケイスメイト両舷に2門ずつ搭載した。発射速度は毎分7から10発であった。他にはフィンスポング55口径57mmM/89B型砲4門、マキシム・ノルデンフェルト55口径47mmN/95型砲6門、マキシム・ノルデンフェルト8mmM/95型機銃2挺を搭載。また、艦首に45.7cmM/93型水中魚雷発射管1門を有する。2隻の艦載艇は25mmM/84型機銃1挺を搭載した。
主機は直立3気筒3段膨張蒸気往復動機関2基、主缶は円缶6基で出力5330指示馬力。2軸推進で計画速力15ノット。公試では16.8ノットを発揮した。航続距離は10ノットで2500浬。
装甲厚は水線装甲帯が最大243mm、バーベット250mm、砲塔前楯200mm、シタデル隔壁243mm、司令塔247mm。以上はシュネデール社製ニッケル鋼であった。ケイスメイトは91mmで甲板は12.4mm厚鋼板2枚に25mmの装甲鈑であった。
1899年8月11日、演習中に「トール」と衝突。応急修理をしてドイツ訪問へ向かっている。
1901年9月、座礁。修理時に57mm砲2門の移設、47mm砲の撤去と12cmM/94型砲2門および57mmM/89B型砲4門の追加がなされた。
1902年、イギリスのエドワード7世戴冠記念観艦式に参加。

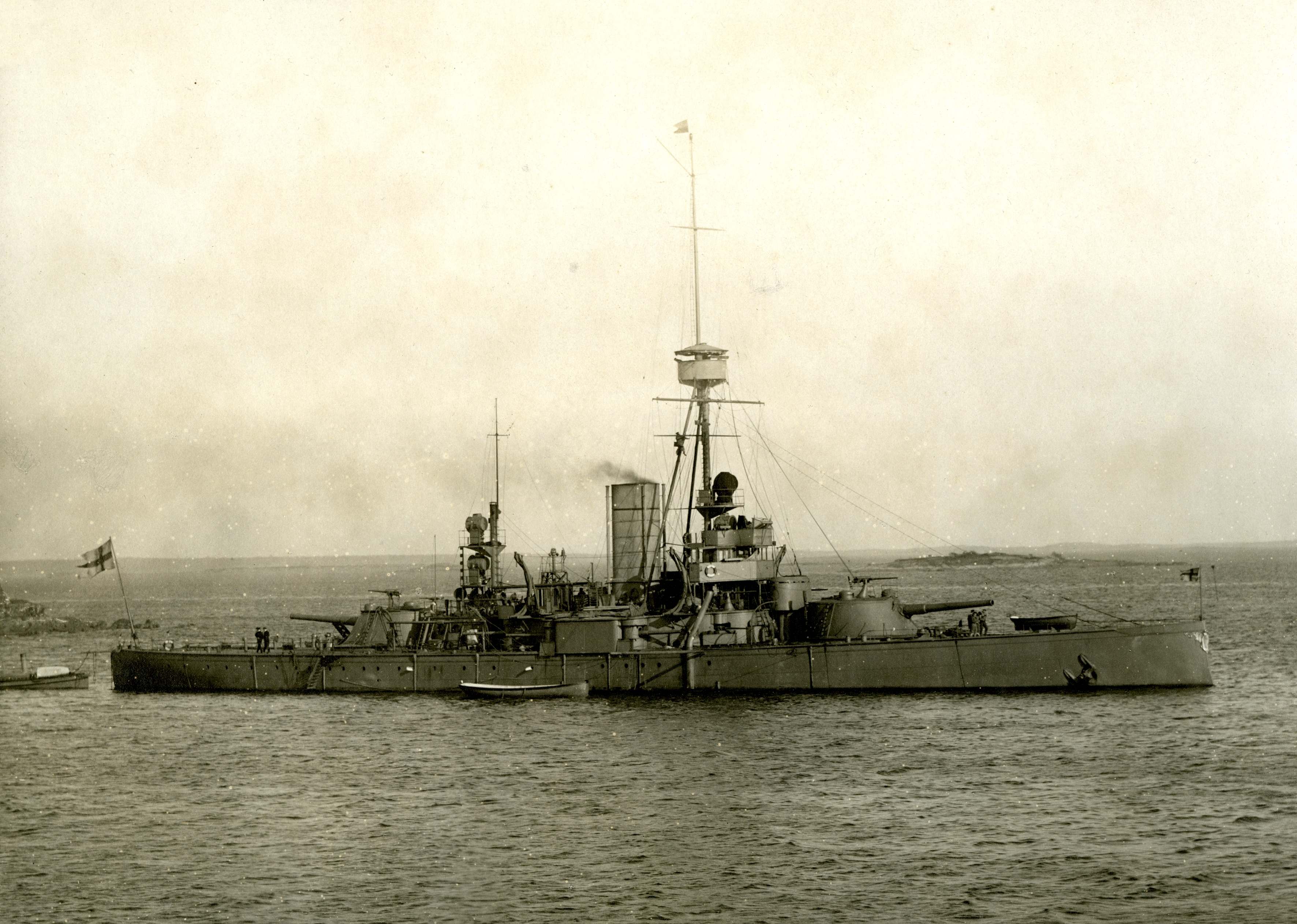
近代化改装後の「オーディン」

1913年8月22日、演習中、砲艦「ウルド」を目標に訓練用魚雷を発射しようとした「オーディン」は誤って「ウルド」に衝突し沈めてしまった。そのころの魚雷の射程は800mしかなく、目標近くまで接近する必要があった。「オーディン」艦長は軍法会議で禁固20日となった。
1914年から1915年にかけて近代化改装を実施。前檣の三脚檣化、一部の57mm砲の移設、魚雷発射管の撤去等がなされ、また主缶が換装され煙突が1本となった。
1937年7月16日除籍。スクラップとして売りに出されるも売れず、1943年にカールスクルーナ海軍工廠で解体された。